# Archivo Histórico Provincial de Toledo
El Archivo Histórico Provincial de Toledo es un archivo de titularidad estatal y gestión autonómica, que recoge, organiza, conserva y difunde la documentación generada por las notarías, la Administración de Justicia, la Administración General del Estado, la Junta de Comunidades de Castilla-La Mancha y otros organismos públicos, así como personas, empresas e instituciones privadas, siempre en el ámbito de la provincia de Toledo (España).

## Creación
El Archivo Histórico Provincial de Toledo se creó por decreto de 12 de noviembre de 1931, de los Ministerios de Justicia y de Instrucción Pública, para recoger los Protocolos Notariales de más de cien años de la provincia de Toledo. En 1933 abre sus puertas ocupando parte del Museo de Santa Cruz. En 1966 se traslada a la nueva Casa de la Cultura, donde comparte las instalaciones con la Biblioteca Pública del Estado de Toledo. En 1992 se instala definitivamente en el antiguo Convento dominico de Jesús y María, situado en pleno casco histórico de la ciudad de Toledo, que había sido adquirido en 1984 por el Ministerio de Cultura y rehabilitado para el uso del archivo, y donde actualmente tiene su sede.

## Titularidad y gestión
Como el resto de los Archivos Histórico Provinciales, tiene una doble adscripción: estatal y autonómica. El Estado español es el propietario del inmueble y de la mayor parte de los fondos documentales, mientras que la gestión y el personal del centro dependen de la Junta de Comunidades de Castilla-La Mancha. De este modo, el Archivo Histórico Provincial es un Centro de titularidad estatal integrado dentro del Sistema de Archivos de Castilla-La Mancha.

## Objetivos y Funciones
El Archivo Histórico Provincial de Toledo se encarga de recoger, organizar, conservar y difundir la documentación generada por organismos e instituciones públicas o privadas de ámbito provincial en el ejercicio de sus funciones y es además el lugar donde se conservan dichos fondos documentales para servir de apoyo a la gestión administrativa, a la información, a la investigación y a la cultura.
El Archivo Histórico Provincial de Toledo es un archivo intermedio e histórico dentro de la administración periférica del Estado e histórico dentro el subsistema de archivos de los órganos de Gobierno y de la Administración de la Junta de Comunidades de Castilla-La Mancha. 

## Fondos documentales
El Archivo Histórico Provincial de Toledo conserva más de 90 fondos documentales diferentes, procedentes de organismos públicos pero también de organizaciones y personas privadas. Sus documentos se datan desde siglo XIII hasta la actualidad, y su volumen total supera los 9,5 kilómetros lineales. La relación actualizada y la descripción detallada de estos fondos puede consultarse en el Censo Guía de Archivos de España e Iberoamérica Archivado el 20 de febrero de 2017 en Wayback Machine.. No obstante, pueden destacarse algunos de estos fondos documentales (los años entre paréntesis corresponden a los de la documentación conservada): 
- Audiencia Provincial de Toledo (1884-1981).
- Protocolos notariales (1469-1945).
- Universidad de Toledo (1456-1892).
- Intendencia de Toledo (1207-1858), antecedente de la actual provincia pero con mucha mayor extensión. Incluye la documentación del Catastro de Ensenada.
- Delegación de Hacienda de Toledo (1487-2009), que incluye los documentos procedentes de los antiguos conventos e instituciones desamortizadas durante el siglo XIX.
- Gerencia Territorial del Catastro (1879-2008).
- Reformatorio de Adultos de Ocaña, antecedente del actual Centro Penitenciario Ocaña I (1867-1969).
- Comisaría de Policía de Toledo (1916-1987).
- Junta Provincial de Beneficencia de Toledo (1458-1995).
- Hospital del Rey (1298-2005).
- Delegación en Toledo de la Organización Sindical (1931-1987).
- Fondo personal de Javier Malagón Barceló (1934-1992).
- Fondo fotográfico Casa Rodríguez (1860-1979).
- Fondo fotográfico Luis Escobar (1914-1957).

## Acceso y Servicios

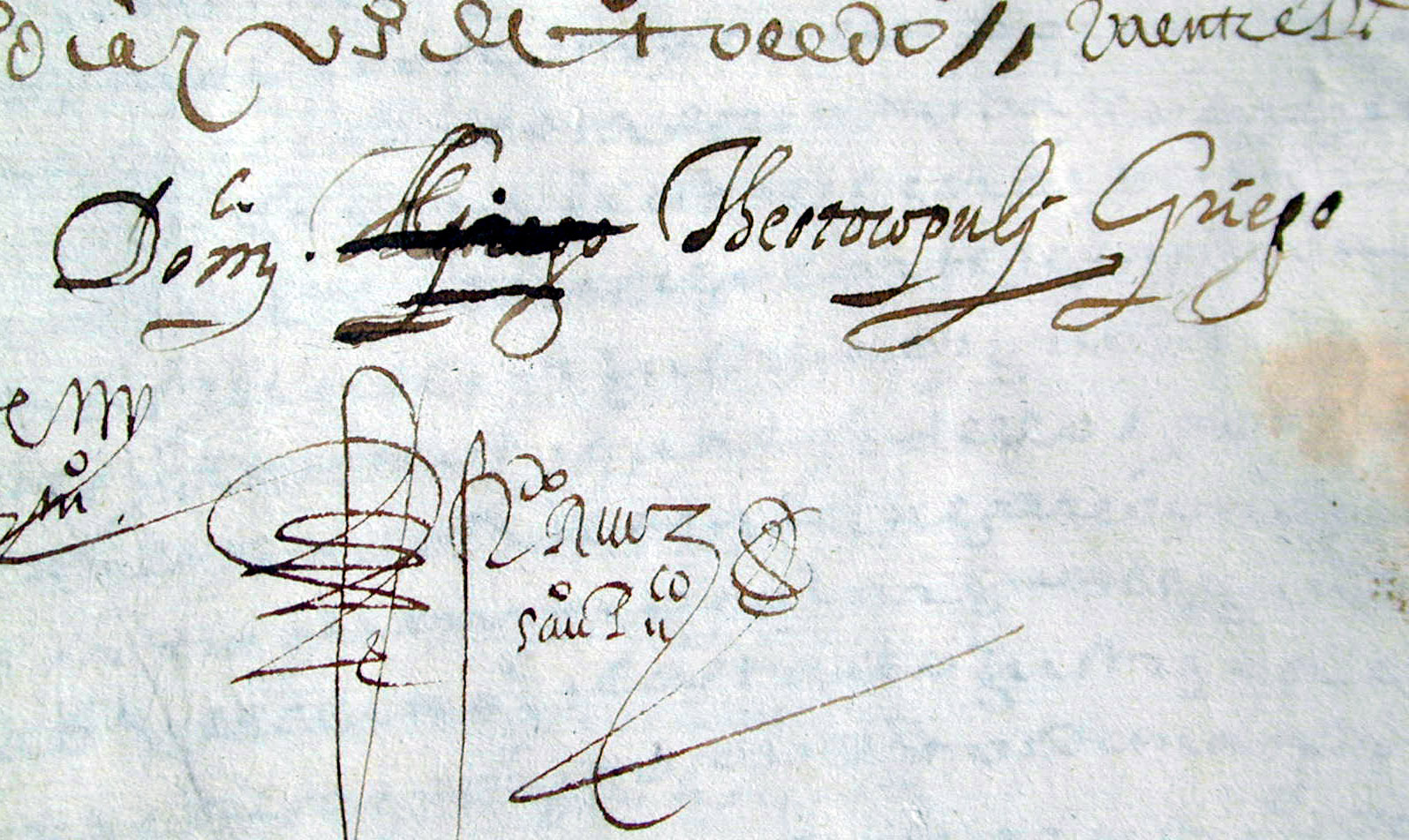
Autógrafo de El Greco en el Archivo Histórico Provincial de Toledo.

El acceso al Archivo Histórico Provincial de Toledo es libre y gratuito. Solo se exige la presentación de un documento de identidad para consultar la documentación. Están excluidos de consulta pública los documentos en mal estado de conservación y los que contengan información que legalmente deba permanecer restringida. 
Además de la consulta directa de los documentos, el Archivo Histórico Provincial de Toledo cuenta con un servicio de asesoramiento especializado y un servicio de reproducción de documentos mediante fotocopias o mediante digitalización. También cuenta con una biblioteca especializada en archivística, historia local e historia de las instituciones. Igualmente ofrece la posibilidad de visitas guiadas para grupos y de talleres didácticos para centros educativos. La calidad del servicio se mide a través de la Carta de Servicios, aprobada por primera vez en 2009 y actualizada regularmente.
El Archivo cuenta con una sala de exposiciones dedicada a la difusión del patrimonio documental. Además de exposiciones temporales sobre temas específicos, se mantiene aquí una Exposición Permanente que muestra algunos de los documentos más significativos que se conservan en el Archivo.

## Edificio
El Archivo Histórico Provincial de Toledo ocupa el espacio de lo que fuera el antiguo convento de Jesús y María, de monjas dominicas, fundado a comienzos del siglo XVII. 
Con anterioridad había sido el palacio de una importante familia noble toledana, los Condes de Malpica, que tuvieron aquí su residencia, edificio de estilo mudéjar del que se conservan algunos restos. Posteriormente pasó a depender de la familia Niño, señores de Tejada, que fueron quienes lo donaron a la mencionada congregación religiosa. La dominicas estuvieron en este convento desde principios del siglo XVII hasta 1984, fecha en la que lo abandonaron para trasladarse a un nuevo convento. En este momento el edificio fue adquirido por el Ministerio de Cultura, que lo rehabilitó para su actual función según un proyecto de Manuel Manzano-Monís.
El edificio mantiene la estructura y ambiente conventuales, en torno a un gran patio central. Algunas de las antiguas dependencias han sido adaptadas a su uso actual, como el refectorio, hoy biblioteca. Otras zonas del convento, sin embargo, han sido reedificadas por completo, como ocurre con los depósitos de documentos. Se conservan algunos restos de los edificios anteriores al convento, en particular una sala con interesantes yeserías y pinturas policromadas mudéjares de mediados del siglo XIV, descubiertas por completo en 2016 y que aún esperan su restauración definitiva. La iglesia del convento fue trazada en 1595 por Nicolás Vergara el Mozo y hoy se utiliza como sala de Exposiciones del Archivo. Todo el conjunto abarca una superficie aproximada de 3.700 metros cuadrados.